# あるスキャンダルについての覚え書き
『あるスキャンダルについての覚え書き』（あるスキャンダルについてのおぼえがき、Notes on a Scandal）は、ゾーイ・ヘラーによる小説作品。2003年にイギリスで刊行された。

## 概要
ベテラン教師バーバラが、教え子と性的な関係を持ち逮捕された親友で同僚の美術教師シバの事件に関する全容を書き綴った物語。ブッカー賞の候補にもなった。
アメリカ合衆国で起きたメアリー・ケイ・ルトーノーの事件がモデルになっている。

## 映画
2006年、『あるスキャンダルの覚え書き』というタイトルで映画化された。
バーバラ役のジュディ・デンチとシーバ役のケイト・ブランシェットはともに、偶然にも同時期である本作から8年前の2006年にエリザベス1世を演じ高い評価を得たこともあり、名女優2人の演技合戦が話題となった。ミニマル・ミュージックの旗手フィリップ・グラスが音楽を担当。
第79回アカデミー賞ではデンチとブランシェットを含む4部門にノミネートされた。

### ストーリー
セントジョージ総合中等学校にやってきた、円満な家庭を築いている新人教師シーバ。ベテラン教師のバーバラは彼女と親しくなるが、やがてバーバラはシーバと生徒スティーヴンの情事の現場を目撃してしまう。次の日、バーバラはシーバを呼んで情事にいたるまでの経緯を聞き出す。スティーヴンが放課後シーバに絵を描いて持ってきたことから、親しくなった彼らは関係を持ってしまったという。黙っていてくれと懇願するシーバに彼女は応えるが、その後もシーバはスティーヴンとの関係を続けていて、裏切られたバーバラは「子供は残酷だ」と言い帰っていった。シーバは真実を確かめにスティーヴンの家に行く。スティーヴンは父から暴力を振るわれていて、母は病気だと言っていたが、すべて嘘だと知ったシーバは彼と会わなくなる。バーバラの猫が亡くなり、シーバに最期を見届けてほしいと頼みに行くが、シーバは今日は息子の初めての学芸会だからと言い行ってしまう。バーバラは、シーバに復讐しようと、同じ教師のブライアンに”噂”と言ってシーバの関係のことを話す。これが原因で、シーバの家にスティーヴンの両親が怒鳴り込み、ことのすべてを知った夫とシーバは喧嘩になる。しかし、バーバラもこのことを黙っていたのではと疑われるようになってしまう。

### キャスト
※括弧内は日本語吹替
- バーバラ・コヴェット - ジュディ・デンチ（藤波京子）
- シーバ・ハート - ケイト・ブランシェット（藤本喜久子）
- リチャード・ハート - ビル・ナイ（佐々木敏）
- スティーヴン・コナリー - アンドリュー・シンプソン（内山昂輝）
- ポリー・ハート - ジュノー・テンプル
- ベン・ハート - マックス・ルイス
- 校長 - マイケル・マロニー（稲垣隆史）
- ブライアン・バングス - フィル・デイヴィス（牛山茂）
- スー・ホッジ - ジョアンナ・スキャンラン
- アナベル - アンヌ＝マリー・ダフ

### 主な受賞
- イヴニング・スタンダード英国映画賞
  - 主演女優賞：ジュディ・デンチ
- ダラス・フォートワース映画批評家協会賞
  - 助演女優賞：ケイト・ブランシェット
- フロリダ映画批評家協会賞
  - 助演女優賞：ケイト・ブランシェット
- トロント映画批評家協会賞
  - 助演女優賞：ケイト・ブランシェット
- バンクーバー映画批評家協会賞
  - 助演女優賞：ケイト・ブランシェット

### その他
レンタル版DVD特典として『Lの世界 (The L Word)』の第1話が収録されている。